# Jermaine Thomas
Jermaine Dontay Thomas (* 12. Januar 1984 in Frederick, Maryland) ist ein US-amerikanisch-ungarischer Basketballspieler. Nach dem Studium in seiner Heimat begann Thomas 2006 eine professionelle Karriere in Ungarn. Anschließend spielte er zwischenzeitlich in der österreichischen Basketball-Bundesliga sowie kurzzeitig auch in der deutschen Basketball-Bundesliga für die Eisbären Bremerhaven. Nachdem er nach Ungarn zurückgekehrt war, erhielt er dort die Staatsbürgerschaft und wurde dort auch 2014 zum Nationalspieler. Am Ende seiner Karriere spielte Thomas noch einmal im europäischen Ausland für Manresa in der spanischen Liga ACB sowie in Montenegro für Sutjeska Nikšić in der Balkan League.

## Karriere
Thomas ging nach dem Schulabschluss an der Governor Thomas Johnson High School in seiner Heimatstadt zum Studium nach Philadelphia in Pennsylvania an die La Salle University, wo er von 2002 an vier Jahre lang für die Hochschulmannschaft Explorers in der Atlantic 10 Conference (A-10) der NCAA spielte. Die landesweiten Endrunden-Teilnahmen der Explorers lagen damals schon mehr als zehn Jahre zurück und in Thomas’ aktiver Zeit änderte sich daran auch nichts, da man auch innerhalb der Conference nicht über das Viertelfinale im Meisterschaftsturnier der A-10 hinauskam. Zu Thomas’ Mannschaftskameraden zählten unter anderem Gary Neal und Steven Smith, der zweimal als A-10 Player of the Year ausgezeichnet wurde. So reichte es zumindest im Abschlussjahr von Thomas, der in 108 seiner 113 NCAA-Spieler Starter war, als „Senior“ erstmals seit 13 Jahren zu einer positiven Saisonbilanz, mit der sich die Explorers jedoch weiterhin nicht für ein landesweites Postseason-Turnier qualifizierten.
Thomas begann schließlich 2006 eine professionelle Karriere in Ungarn, wo er für den Kosárlabda Csapat aus Dombóvár in der höchsten Spielklasse spielte. Dieser erreichte trotz eines Saisonsiegs mehr am Saisonende erneut den zwölften Platz der Vorsaison. Zur folgenden Saison wechselte Thomas zum Erstliga-Rückkehrer Műegyetemi AFC aus der Hauptstadt Budapest, der am Saisonende jedoch gleich wieder abstieg. Da spielte Thomas bereits beim Konkurrenten und vormaligen Vizemeister aus Körmend nahe der österreichischen Grenze, zu dem er zum Jahreswechsel gewechselt war. Diese Mannschaft erreichte auf dem siebten Platz erneut die Play-offs um die Meisterschaft, in denen sie in der ersten Runde im Viertelfinale Thomas’ ehemalige Mannschaft aus Dombóvár besiegten und erneut in die Finalserie vorstießen, in der sie dem Falco KC aus Szombathely unterlagen. Zur folgenden Saison wechselt Thomas jenseits der Grenze ins österreichische Burgenland zu den UBC Knights aus Güssing. Diese verpassten in der Admiral Basketball Bundesliga 2008/09 auf dem neunten Platz wie in der Vorsaison erneut knapp den Einzug in die Play-offs. Für die Saison 2009/10 kehrte Thomas nach Körmend zurück, wo er die Mannschaft in die Play-offs zurückführte, in denen sie als Hauptrundendritte in der Play-off-Halbfinalserie dem Atomerőmű SE knapp in fünf Spielen unterlegen waren.
Von Körmend aus ging Thomas erneut ins deutschsprachige Ausland, wechselte aber zur Basketball-Bundesliga 2010/11 an die Nordseeküste zum deutschen Erstligisten Eisbären aus Bremerhaven. Bei der Mannschaft, die in der Vorsaison unter dem neuen Trainer Douglas Spradley in die Play-offs zurückgekehrt war, konnte er jedoch auch nicht den abgewanderten Louis Campbell ersetzen und wurde selbst nach 14 Einsätzen im Januar 2011 durch Tyrone Brazelton ausgetauscht. Anschließend ging Thomas zurück nach Österreich, wo er beim WBC Raiffeisen aus Wels die Saison zu Ende spielte. Mit diesem Verein, der in Thomas’ erster Österreich-Saison mit Güssing 2009 noch Meister gewesen war, erreichte er in der Saison 2010/11 zwar als Siebter noch die Play-offs, doch in diesen schied man im Viertelfinale gegen den späteren Titelgewinner Oberwart Gunners aus. Anschließend wechselte Thomas zurück an die österreichisch-ungarische Grenze und spielte im Grenzort Sopron für den dortigen Kosárlabda Csapat erneut in Ungarn. Mit dieser Mannschaft verbesserte er sich vom neunten Platz der Vorsaison auf den achten Platz 2011/12 und verlor in den Play-offs nur knapp in fünf Spielen gegen den Hauptrundenersten Falco KC Szombathely. Nachdem Soproni KC in der Saison 2012/13 die Play-offs auf dem neunten Platz erneut knapp verpasst hatte, erreichte man in der folgenden Saison das Endspiel im nationalen Pokalwettbewerb, das knapp mit zwei Punkten Unterschied gegen den späteren Double-Gewinner Szolnoki Olaj KK verlorenging. Nach dem dritten Platz in der Meisterrunde der Saison 2013/14 hatte man Heimrecht in der ersten Play-off-Runde und besiegte Alba Fehérvár, bevor man jedoch im Play-off-Halbfinale gegen Atomerőmű SE sieglos blieb und ausschied.
Thomas hatte bereits im Dezember 2013 die ungarische Staatsbürgerschaft erhalten und wurde, nachdem sein ebenfalls naturalisierter Landsmann Obie Trotter längerfristig ausfiel, für die Europameisterschafts-Qualifikation der ungarischen Auswahl im Sommer 2014 nominiert. Hier verpasste die ungarische Auswahl nach einer hohen Auswärtsniederlage gegen die georgische Auswahl im vorletzten Gruppenspiel nur wegen des schlechteren direkten Vergleichs zum achten Mal in Folge die Qualifikation für eine EM-Endrunde. Zurück beim Soproni KC erreichte er mit diesem nach dem fünften Platz in der Meisterrunde der Saison 2014/15 erneut das Play-off-Halbfinale, in dem man sieglos gegen Titelverteidiger Szolnoki Olaj KK blieb. Nachdem Thomas in Sopron erstmals einem Verein mehr als eine Saison lang treu und vier Spielzeiten hintereinander geblieben war, wechselte er mit seinem ungarischen Pass noch einmal innerhalb Europas und spielte in der Saison 2015/16 zunächst für ICL Bàsquet aus Manresa. Beim Klub aus Katalonien waren zuvor bereits seine ungarischen Landsleute Márton Báder, Péter Lóránt und Ádám Hanga aktiv gewesen. Der Drittletzte der Vorsaison in der Liga ACB hing jedoch erneut im Tabellenkeller fest und trennte sich schließlich Ende Februar 2016 bereits wieder von Thomas, der in 13 Einsätzen hinter den Erwartungen zurückgeblieben war. Anschließend kehrte dieser in die österreichisch-ungarische Grenzregion zurück und schloss sich in Szombathely dem Falco KC bis zum Saisonende an. Der Falco KC verpasste jedoch wegen des schlechteren direkten Vergleichs auf dem neunten Platz den Einzug in die Play-offs.
Zur folgenden Saison 2016/17 wechselte Thomas ins montenegrinische Nikšić zum KK Sutjeska, mit dem er in der Balkan League auch in einem internationalen Vereinswettbewerb antrat. In der Balkan League war erneut der direkte Vergleich Ursache dafür, dass Sutjeska nicht über die zweite Gruppenphase der besten acht Mannschaften hinauskam. In der montenegrinischen Meisterschaft der Prva A liga schied Sutjeska ohne Sieg in den Play-offs in der ersten Runde um den Titel aus.